# NGC 7386
NGC 7386 é uma galáxia lenticular (S0) localizada na direcção da constelação de Pegasus. Possui uma declinação de +11° 41' 53" e uma ascensão recta de 22 horas, 50 minutos e 02,0 segundos.
A galáxia NGC 7386 foi descoberta em 18 de Outubro de 1784 por William Herschel.